# David Dean

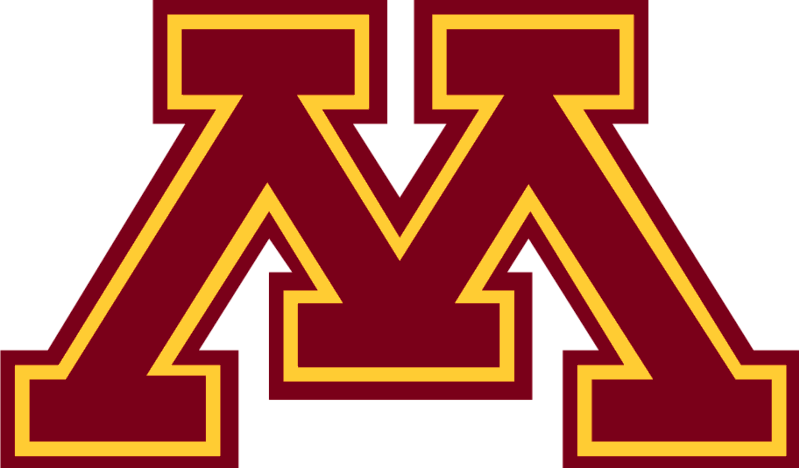
Zawodnik Minnesota Golden Gophers

David Dean – amerykański zapaśnik w stylu klasycznym. Srebrny medal na mistrzostwach panamerykańskich w 1994. Czwarty w Pucharze Świata w 1996 roku.
Zawodnik Montrose Community Schools i University of Minnesota. Dwa razy All-American (1987, 1989) w NCAA Division I, drugi w 1987 i trzeci w 1989 roku.